# Паспардо
Паспардо (итал. Paspardo) — коммуна в Италии, в провинции Брешиа области Ломбардия.
Население составляет 678 человек (2008 г.), плотность населения составляет 68 чел./км². Занимает площадь 10 км². Почтовый индекс — 25050. Телефонный код — 0364.
Покровителем коммуны почитается святой  Гауденций из Новары, празднование 16 августа.
.

## Демография
Динамика населения:

## Администрация коммуны
- Официальный сайт: http://www.comune.paspardo.bs.it/ Архивная копия от 1 октября 2009 на Wayback Machine